# Слобода-Банилів (зупинний пункт)
Слобода́-Бани́лів — пасажирський залізничний зупинний пункт Івано-Франківської дирекції Львівської залізниці на неелектрифікованій лінії Вижниця — Завалля між станціями Іспас (20 км) та Вашківці (4 км). Розташований у селі Слобода-Банилів Вижницького району Чернівецької області.

## Пасажирське сполучення
До 18 березня 2020 року на зупинному пункті  зупинялися приміські поїзди сполученням Чернівці — Вижниця (нині приміське сполучення не відновлено).